# Рокада
Рока́да (также рока́дный путь, от фр. rocade «объездная дорога») — железная, шоссейная или грунтовая дорога в прифронтовой полосе, проходящая параллельно линии фронта.
Рокады используются для маневрирования войск и перевозки материальных средств, например Волжская рокада. Как и другие военные дороги, рокады составляют основу военных коммуникаций и имеют стратегическое, оперативное или тактическое значение.

Командующему ВВС Брянского фронта

Командующий войсками Брянского фронта приказал:

1. Выделить не менее 3 самолётов на каждую из перечисленных ниже дорог с задачей систематически бомбить противника на этих дорогах и разрушать линии связи.
Жел. дороги:

1)…

4) Рокада: Кричев, Унеча, Новозыбков, Новгород-Северский.

Грунтовая дорога:

5) Рокада: Рославль, Мглин, Унеча, Стародуб, Костобобр, Новгород-Северский, Глухов, Кролевец.
…— Приказание штаба Брянского фронта командующему Военно-воздушными силами фронта «О нанесении ударов по противнику на дорогах и разрушении линий связи», от 29 сентября 1941 года. Генеральный Штаб. Военно-научное управление. Сборник боевых документов Великой Отечественной войны. — М.: Воениздат, 1960. — Т. 43.
В последнее время[когда?] понятие рокада в России стало применяться и в гражданском дорожном хозяйстве, например Южная и Северная рокады в Москве.